# Xã Brander, Quận Bottineau, Bắc Dakota
Xã Brander (tiếng Anh: Brander Township) là một xã thuộc quận Bottineau, tiểu bang Bắc Dakota, Hoa Kỳ. Năm 2010, dân số của xã này là 54 người.